# Roy Thinnes
Roy Thinnes (Chicago, 6 de abril de 1938) é um ator de televisão e cinema americano mais conhecido por sua interpretação do herói solitário David Vincent na série de televisão da ABC de 1967-1968, The Invaders.
Ele estrelou o filme de ficção científica britânico de 1969 Odisseia para Além do Sol (também conhecido como Doppelgänger), e também interpretou Alfred Wentworth no episódio piloto de Law & Order.
1. ↑  Thompson, Howard (12 de novembro de 1969). «Journey to Far Side of Sun' Opens». The New York Times (em inglês). Consultado em 27 de janeiro de 2022